# Ssawkonóg uszaty
Ssawkonóg uszaty, złotawka madagaskarska (Myzopoda aurita) – gatunek ssaka z rodziny ssawkonogowatych (Myzopodidae).

## Taksonomia
Gatunek po raz pierwszy zgodnie z zasadami nazewnictwa binominalnego nazwali w 1878 roku francuscy zoolodzy Alphonse Milne-Edwards & Alfred Grandidier nadając mu nazwę Myzopoda aurita. Holotyp pochodził z Madagaskaru.
Autorzy Illustrated Checklist of the Mammals of the World uznają ten gatunek za monotypowy. 

### Etymologia
- Myzopoda: gr. μυζαω muzaō „ssać”; πους pous, ποδος podos „stopa, noga”[8].
- aurita: łac. auritus „uszaty, długouchy”, od auris „ucho”[9].

## Zasięg występowania
Ssawkonóg uszaty występuje we wschodnim Madagaskarze.

## Morfologia
Długość ciała (bez ogona) 111–114 mm, długość ogona 44–55 mm, długość ucha 32–34 mm, długość tylnej stopy (bez pazurów) 5–6 mm, długość przedramienia 46–49 mm; masa ciała 9–9,5 g. 